# أم الزيتون
أم الزيتون قرية في شمال جبل العرب، تتبع ناحية قرى مركز ومنطقة شهبا، محافظة السويداء. تقع على حافة اللجاة من جهة الشرق، وعلى الضفة اليسرى لوادي اللواء، إلى الشمال من تل شيحـان، على طريق دمشق- السويداء . تبعد عن مدينة شهبا 6 كم شمالاً وتبعد عن مدينة دمشـق 74 كم. و منها مفرق طريق إلى مجادل وصميد، وقم ... و أيضا طريق يؤدي إلى بلدة عمــرة شرقا كما أن بلدة ام الزيتون يعتبر إعمارها قديم وتشكل الأبنية القديمة القسم الغربي للقرية وهي مبنية من الحجر البازلتي ومسقوفة بربد على أقواس. فيه بقايا آثار تعود للعهود: النبطية وا الرومانية وا البيزنطية وا العربية الإسلامية، تتمثل في مبان متعددة، أشهرها « كليبة » من القرن الثالث الميلادي، ومنشآت لخزن المياه محفورة في الصخر البركة ومنها مصفاة تؤدي إلى بركة المُكًن ( مياة للشرب) .
منازلها الحديثة امتدت شرقاً حتى تجاوزت طريق عام دمشق- السويداء، وهي مبنية من الأسمنت المسلح والحجر البازلتي.
يعمل معظم السكان في الزراعة البعلية (2170هـ) وبزراعة الأشجار المثمرة (الزيتـــون، اللوزييات، التيــن، التفاح، الحمضيات والكرمــة العنب) كما يعملون بتربية الماشية وبصناعة البسط والسجاد اليدوي وأطباق القش،. يهاجر السكان هجرة دائمة إلى شهبا وهجرة مؤقتة إلى الدول العربية الخليجية الغنية بالنفط ولبنان وإلى فنزويلا بوليفار.
يشرب السكان من مياه مجرورة من نبع شقارة (ضهر الجبل) ومن بئر ارتوازية. تتصل بمدينة شهبا بطريق ترابية . كما يوجد بها بئر ارتوازي .
يوجد بها حديثا محطة وقود ( بانزين – ديزل – مازوت – كاز – كيروسين ) كما يوجد في بلدة ام الزيتون مركز لبيع الغاز وأكثر من محل سوبر ماركت ومطاعم سياحية مثل الباشـا ( الفيصل سابقا ) و صالة أفراح ومركز رياضي وسوق تجاري حديث النشأة ومعامل طابوق وبلاط و موزاييك والرخام والأخشــاب وبيع الحديد للبناء والصناعات الحرفية للشبابيك والأبواب و أيضا ورش الألمنيوم الحديثة ومعامل خياطـة ومدرسة الإرشاد الزراعي ومدرسة للزيتون العضوي، كما يوجد بها مدرستان ابتدائيتان، وإعدادية وثانوية، بالإضافة إلى روضة للأطفال، ويوجد أيضا بها مستوصف ومركز علاج السكر ومركز صحي وموقف عام للبلدة تم انشائه حديثا، ومقسم هاتف للاتصالات (763000 016 ) ويوجد مركز تجاري (محلات) خدمات مثل حلاق رجالي وكوافير نسائي وكهربائي و ميكانيك سيارات ...الخ، ( تأسست بلدية أم الزيتون عام 1977 كانت تقدم الخدمات لأربع قرى ( أم الزيتون ـ السويمرة - المتونة – مجادل ) وفي عام 1984 انفصلت قرية مجادل ببلدية مستقلة وتم ضم قرية عمرة التي انفصلت عن بلدية أم الزيتون عام 2006 ، إلى الآن تقدم البلدية الخدمات لثلاث قرى وتقوم بأعمال صيانة شبكة الكهرباء وإصلاح الإنارة في الشوارع بشكل دوري ) .
أسماء العائلات القاطنة في القرية :-
- آل عـامــر - آل أبو مديـن - آل شنـان - أل كرباج - أل عربي - أل جرماني - أل الهـادي - أل الزيلع - أل زرعوني - أل مـراد - أل حاطـوم - أل حيـدر- أل مهنا – ال الصفدي – أل حمْيــد -